# Лінді Інгланд
Лінді Рана Інгланд (англ. Lynndie Rana England, нар. 8 листопада 1982) — колишня солдатка Резерву Армії США та військова злочинниця, притягнута до кримінальної відповідальності за жорстоке поводження з ув'язненими під час тортур у Абу-Грайб та за знущання над ув'язненими, які мали місце у в'язниці Абу-Грайб у Багдаді під час війни в Іраку.

## Раннє життя
Лінді Рана Інгланд народилася в Ешленді, штат Кентуккі, але переїхала з родиною у віці двох років до Форт-Ешбі, Західна Вірджинія. Її виховували мати Террі Баулінг Інгланд та батько Кеннет Р. Інгленд-мл, залізничник, який працював на станції в Камберленді, штат Меріленд. Вона прагнула стати усувальницею наслідків несприятливих погодних умов. У дитинстві в Інгланд діагностували селективний мутизм.
У 1999 році Інгланд приєдналася до армійського резерву США в Камберленді коли вона ще навчалась Франкфортській середній школі. Інгланд працювала касиркою в магазині IGA під час свого останнього року навчання в середній школі. Після закінчення школи вона продовжила працювати, аби заробити кошти на коледж. Входила до організації «Майбутні фермери Америки». У 2002 році одружилася з колегою, пізніше вони розлучилися. Її відправили в Ірак у червні 2003 року.
У 2004 році родила сина від Чарльза Грейнера в армійському медичному центрі Вомак у Форт-Бреггу.

## Абу-Грейб

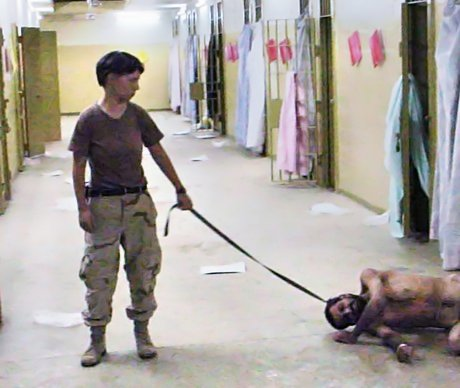
Інгланд в Абу-Грейб

У березні 2003 року Інгланд була розміщена в Багдаді у в'язниці Абу-Грайб для виконання обов'язків охорони. Разом з іншими солдатами наприкінці 2003 року вона була піддана розслідуванню за жорстоке поводження з іракськими військовополоненими, що включало сексуальне, фізичне та психологічне насильство після того, як світ побачив фотографії, на яких була зображена жорстокість проти іракських полонених.
Поки готувалися офіційні звинувачення для військового трибуналу, 18 березня 2004 року Інгланд перевели на американську військову базу у Форт Ліберті, Північна Кароліна, через її вагітність. Військовий трибунал над нею був призначений на вересень 2005 року за звинуваченням у змові з метою жорстокого поводження з ув'язненими та нападі з нанесенням побоїв.
30 квітня 2005 року Інгланд визнала себе винною в побоях ув'язнених. Вона була заарештована військовим трибуналом у серпні 2005 року за звинуваченням у співучасті в злочині та знущаннях. Згідно з її угодою про визнання провини, яка зменшувала термін ув'язнення з 16 до 11 років, вона мала зізнатися в поганому поводженні, співучасті в злочині та перевищенні повноважень. У відповідь з неї були зняті звинувачення в розпусній поведінці та спротиві під час арешту.

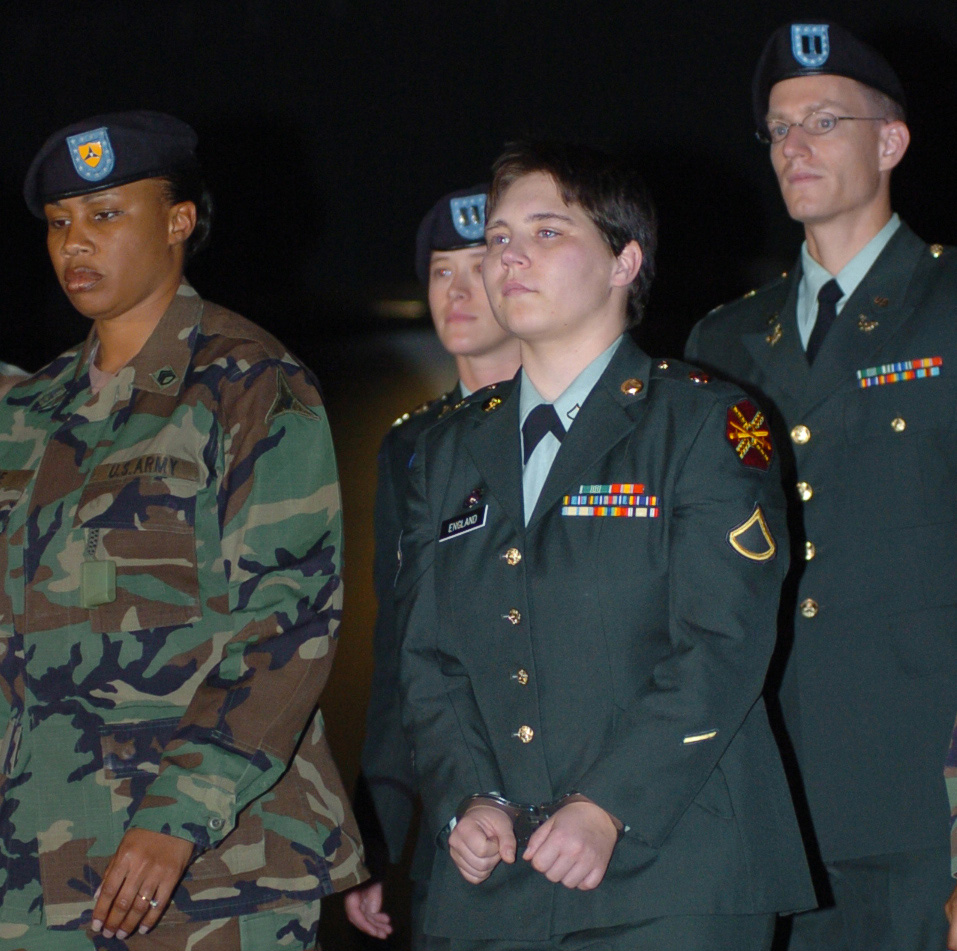
Інгланд після того, як її засудили до трьох років

На повторному судовому засіданні 26 вересня 2005 року Інгланд було визнано винною за одним пунктом змови, чотирма пунктами жорстокого поводження з ув'язненими та одним пунктом вчинення непристойного акту. Її виправдали за другим пунктом звинувачення у змові. Наступного дня Інгланд була засуджена до трьох років тюремного ув'язнення. Вона була умовно звільнена 1 березня 2007 року, через 521 день ув'язнення. Інгланд залишалася умовно звільненою протягом вересня 2008 року, після того, як 3 роки, до яких її було засуджено, минули.

## Подальше життя
Після відбуття покарання Інгленд повернулася до Форт-Ешбі, де проживає зі сім'єю та виховує сина.
9 липня 2007 року Інгланд була призначена членом Ради волонтерів у місті Кейзер, Західна Вірджинія. У липні 2009 року Інгланд випустила біографію Tortured: Lynndie England, Abu Ghraib and the Photographs that Shocked the World. Станом на 2009 рік Інгланд проходила лікування антидепресантами, маючи посттравматичний стресовий розлад і тривогу. З 2013 року влаштувалася на сезонну роботу секретаркою.